# Maître d’hôtel

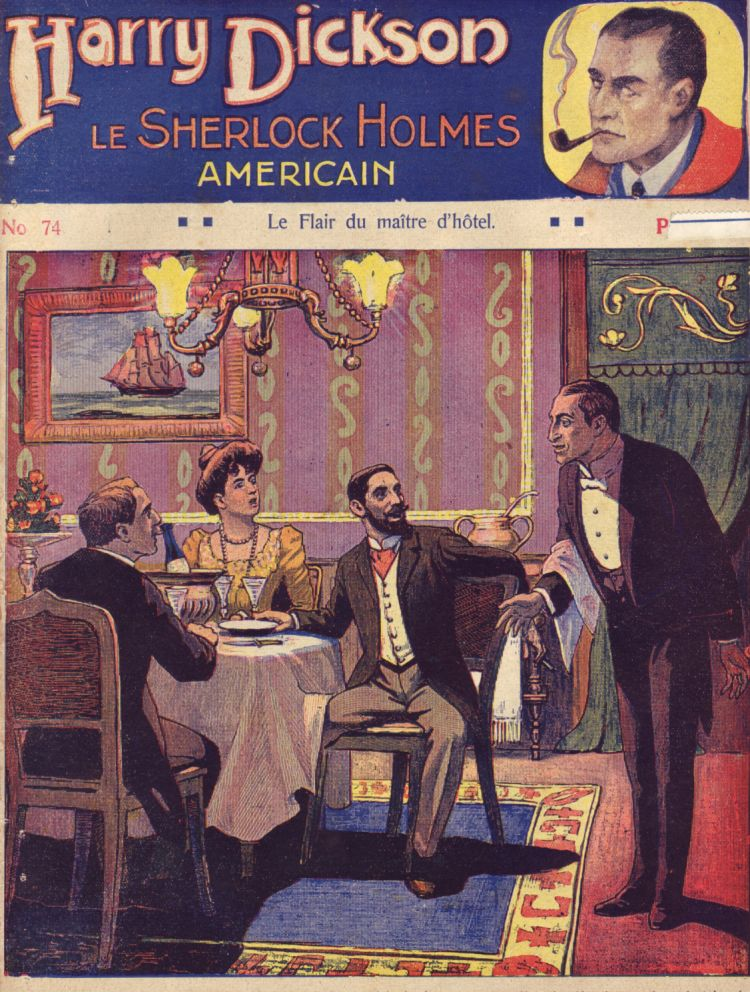
Ein Maître d’hôtel auf einem Buchcover

Maître d’hôtel [mɛːtʁə d‿otɛl] ist die Bezeichnung für den Leiter eines Restaurants. Der Begriff stammt aus dem Französischen und wird vor allem im gehobenen Gastronomiebereich verwendet.

## Position und Aufgaben
Hierarchisch ist der Maître d’hôtel allen sonstigen Restaurantmitarbeitern übergeordnet (Auszubildende, Commis de rang, Demichef de rang, Chef de rang, Sommelier, Zweiter Oberkellner). Er fungiert sowohl als Leitender Oberkellner wie auch als Restaurantleiter.
Zu seinen fachlichen Aufgaben gehören vor allem die Beratung der Gäste, Flambieren, Tranchieren, Dekantieren von Wein und der Service am Tisch des Gastes. Zu seinen geschäftsführenden Aufgaben zählen u. a. die Repräsentation des Restaurantbetriebs, Kundenbetreuung und Beschwerdemanagement, Überwachung der Wirtschaftlichkeit des Restaurantbetriebs, Anleitung und Beurteilung von Mitarbeitern, Menü- und Weinkartenerstellung (in Zusammenarbeit mit dem Küchendirektor/Küchenchef bzw. Sommelier) und das Marketing.
Mit der zunehmenden Verbreitung US-amerikanisch geprägter Hotelketten wird das Berufsbild des Maître d’hôtel zunehmend von dem des Restaurantmanagers abgelöst, das die kaufmännischen Aufgaben stärker betont als die des Service.